# 花瓣

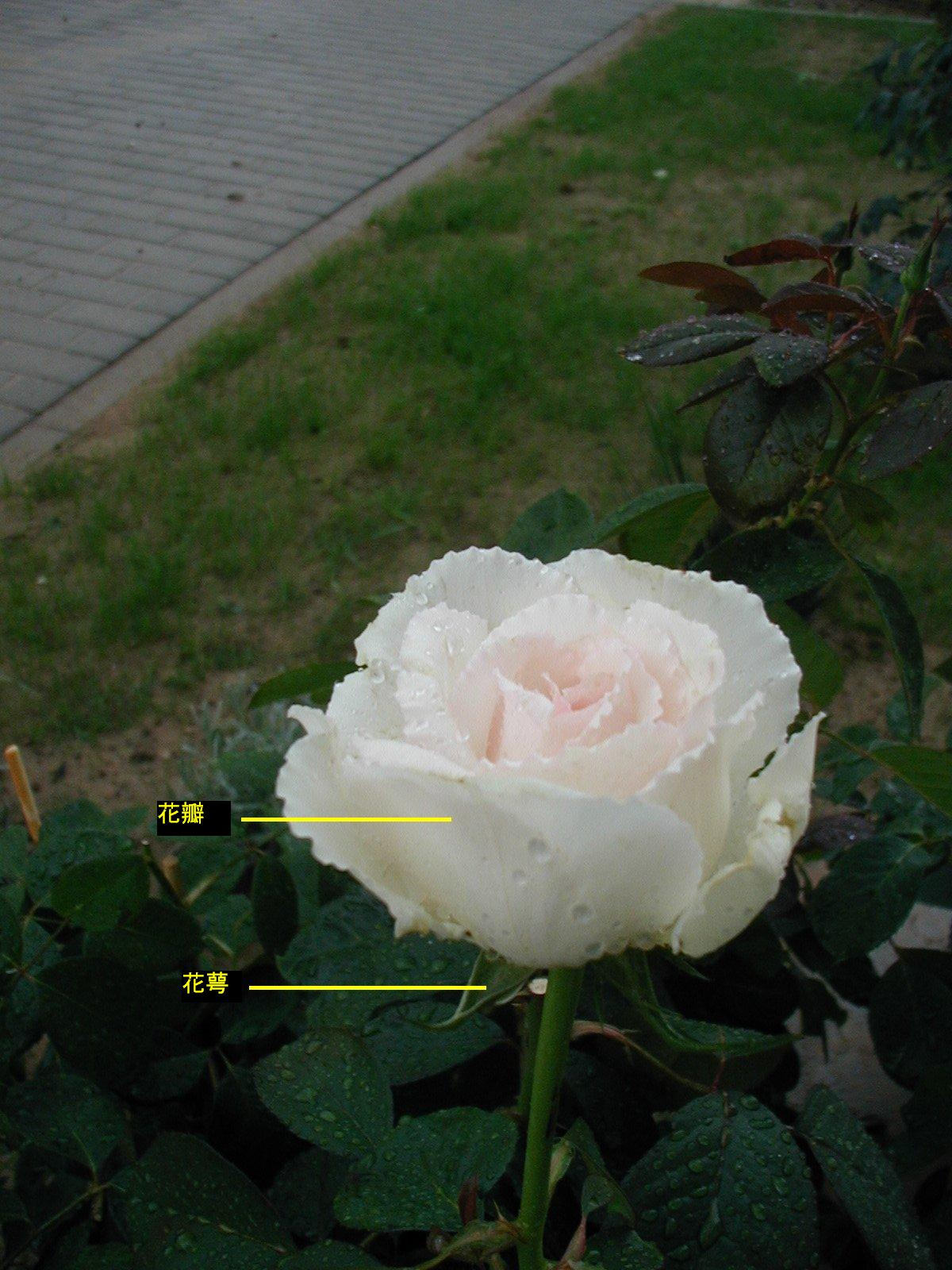
一朵月季的花瓣和花萼

花瓣是花冠的一个组成部分。它是花被的内部组成部分，是花无性的一个组成部分。花被的内部一般分花瓣和花萼，但有些花的花瓣和花萼非常相似而難以分辨，甚至於形態上完全相同，这时它们可稱為花被片，或統稱為花瓣。典型的花的花瓣的颜色和形状非常鲜艳，它们环绕植物的生殖器官。花瓣的数目往往是花的分类的一个标志：双子叶植物一般有四或五枚花瓣，而单子叶植物一般有三枚或三的倍数枚花瓣。
被子植物的花的花瓣的形状和颜色非常多，有些花的花瓣在其基部连在一起组成一个花筒，有些花的整个花被组成一个环绕着雌蕊群的花杯。
有些植物的花瓣退化了，或根本消失了。比如许多草就是这样的。
花瓣一般是一朵花最显眼的部分，花瓣的分布或整个花被的构局不是放射性的就是左右对称的。前者的花瓣的形状和大小基本相似，后者的花瓣的形状和大小可以很不一样。兰花的花瓣就是左右对称的。